# Deutsche Digitale Bibliothek
Deutsche Digitale Bibliothek (Thư viện Kỹ thuật số Đức) hoặc DDB là một thư viện ảo bằng tiếng Đức, kết nối 30.000 tổ chức văn hóa và nghiên cứu, mục tiêu là làm cho chúng được truy cập miễn phí bởi cộng đồng thông qua một nền tảng chung. Phiên bản beta của cổng thông tin với khoảng 5,6 triệu tài liệu, theo thông tin của chính nó, đã được đưa lên mạng vào ngày 28 tháng 11 năm 2012. Phiên bản đầy đủ đầu tiên được ra mắt vào ngày 31 tháng 3 năm 2014. Mục tiêu là tích hợp DDB vào Europeana ở cấp độ châu Âu.